# 冼玉清

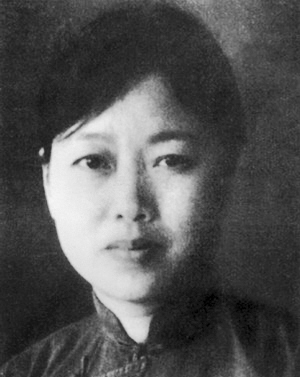
冼玉清

冼玉清（1895年—1965年），別署碧琅玕館主，女，原籍广东省南海县西樵镇，生于澳門，詩人、畫家、學者、廣東文獻專家，有「嶺南第一才女」、「千百年來嶺南巾幗無人能出其右」之美譽。

## 生平
她祖籍廣東南海西樵，出生於澳門一殷實富裕家庭，其父為冼藻揚，乃港澳知名工商業家。家中共有七兄弟姊妹，排行第三，弟妹都稱她「三姐」。
1903年，八歲入澳門林老虎私塾讀書。一年後，入澳門啓明學校讀書，十一歲肄業。1907年，十二歲入讀教育家陳子褒在澳門創辦的灌根學塾（即子褒學校），爲陳子褒（榮衮）弟子，成績優秀，頗有文名。
1912年，十七歲在澳門子褒學校中學普通科畢業。其間亦師從嶺南名畫家李鳳廷學繪藝。在澳門，冼玉清受益於家承和名師陳子褒的培育，形成了影響其一生的人生觀和價值觀。1916年，二十一歲，往名校香港聖士提反女子中學讀書，進修英文。冼玉清晚年自述：
1916年父親又送我到香港讀書。香港終是花花世界，與我的性情不相宜。有一次父母帶我去廣州玩，參觀嶺大，我覺得這地方遠離市塵，真是藏修之所。於是轉入嶺大附中，一讀讀了兩年中學，四年大學⋯⋯
1918年，二十三歲時她轉入嶺南大學附中﹔1920年畢業，考入嶺南大學文學院。因品學兼優，而由教務長鍾榮光推薦，自1922年春起，兼任嶺南大學附中低年級的國文和歷史課教員。1924年，二十九歲，獲文學士學位，因成績優異留任嶺南大學國文系助教。1927年升任國文系講師、副教授、教授，教育部鑒定為甲級正教授。她早年已有詩名，深為陳三立（陳寅恪之父）、黃晦聞（曾任廣東省教育廳長）等讚賞。且悉心研究古代玉器，嘗赴北平習考古，在人文薈萃的京華得識學界名士賢達陳垣（曾任北京师范大学校長）等，學成歸粵，服務桑梓，兼穰勤大學教席。且應廣東修誌局之聘，任分撰助修廣東地方誌。1927年-1949年並兼任嶺南大學博物館館長，達廿五年之久，蒐集了不少有價值的文物，其中包括四百多件石灣陶器。1942年春，獲教育部頒發的十五年以上服務獎狀。1952年年底嶺南大學被取消，與廣東法商學院等併入中山大學，冼又任中山大學文學系教授。1955年被迫提前退休，遷出校舍。未幾，出任廣東省文史研究館副館長。。1964年1月赴香港治療癌症，時值逃港潮，時人謠傳其久去不歸。10月返回廣州。
1965年10月2日，冼玉清因癌症醫治無效逝於廣州腫瘤醫院。

## 轶事
冼玉清十六、七歲時就決意「獨身不嫁」。年輕時已表示要「以事業為丈夫，以學校為家庭，以學生為兒女」﹔「立志終身從事教育，犧牲個人幸福，以為人群造幸福。」，終身不曾婚嫁。冼一生儉樸，樂於助人，曾資助著名音樂家冼星海赴法國巴黎音樂學院留學，主攻聲樂。1941年12月8日，太平洋戰爭爆發，日寇竄入廣州嶺南大學，冼家被掠刼。也是落難香港的冼玉清，聞知陳寅恪一家窮愁困厄，託人給送去四十港元的「軍票」給陳，陳雖未接受，但甚感高誼，直至1966年冼病故，陳輓詩猶記「患難朋交」贈款一事。她一生撙節所得，幾乎全部捐獻給國家。冼寫道：「如何用途？由你們支配，總要用得適當就好。但此事只係圈內人知道便了。切不可宣傳，更不可嘉獎。朱柏盧家訓中所謂『善款人見，不是真善』，這句格言，是我素來服膺的。」

## 著作
冼玉清專治嶺南藝文誌，辛勤筆耕，廣博掇拾，別樹宗派，著述豐碩，成績斐然，著有《粵人著述過眼錄》、《管仲姬書畫考》、《趙松雪書畫考》、《粵東印譜考》、《廣東叢貼敘錄》、《廣東藝文志》、《廣東女子藝文考》、《廣東藏書家考》、《廣東文獻叢談》、《碧琅玕館詩鈔》、《碧琅玕館詞鈔》、《流離百詠》、《梁廷枬著述考》二卷、《張萱研究》二卷、《招子庸研究》、《陳白沙碧玉考》、《嶺南掌故鈔》、《文集》四卷、《詩集》二卷、《詞集》一卷、《隨筆》四卷、《更生記》等傳世，造詣湛深，文詞並茂。冼亦善書畫，山水、花卉皆能，清雅秀麗，筆墨嫻熟，天趣自然。曾作《舊京春色圖卷》并得當時名賢四十七人品題。